# Powiat de Lipno
Le powiat de Lipno (en polonais : powiat Lipnowski) est une unité de l'administration territoriale et du gouvernement local dans la Voïvodie de Couïavie-Poméranie en Pologne.

## Division administrative
Le powiat est composé de 9 communes (gminy) :
| Gmina                                          | Type         | Superficie (km²) | Population (2006) | Chef-lieu         |
| Lipno                                          | urbain       | 11,0             | 14 834            |                   |
| Lipno                                          | rural        | 209,7            | 11 337            | Lipno *           |
| Dobrzyń nad Wisłą                              | urbain-rural | 115,4            | 7 943             | Dobrzyń nad Wisłą |
| Skępe                                          | urbain-rural | 179,2            | 7 503             | Skępe             |
| Kikół                                          | rural        | 98,2             | 7 223             | Kikół             |
| Wielgie                                        | rural        | 133,8            | 6 588             | Wielgie           |
| Tłuchowo                                       | rural        | 98,7             | 4 634             | Tłuchowo          |
| Chrostkowo                                     | rural        | 74,1             | 3 110             | Chrostkowo        |
| Bobrowniki                                     | rural        | 95,6             | 3 044             | Bobrowniki        |
| * le chef-lieu ne fait pas partie de la gmina. |              |                  |                   |                   |